# Cena BAFTA za nejlepší původní scénář
Cena BAFTA za nejlepší původní scénář je ocenění každoročně udělované Britskou akademií filmového a televizního umění (British Academy of Film and Television Arts, BAFTA). Jedná se o obdobu amerických cen Oscar.

## Vítězové a nominovaní

### Osmdesátá léta
| Rok  | Režisér                               | Za režii snímku            |
| ---- | ------------------------------------- | -------------------------- |
| 1983 | Paul D. Zimmerman                     | Král komedie               |
| 1983 | Bill Forsyth                          | Místní hrdina              |
| 1983 | Timothy Harris a Herschel Weingrod    | Záměna                     |
| 1983 | Woody Allen                           | Zelig                      |
| 1984 | Woody Allen                           | Danny Rose z Broadwaye     |
| 1984 | Barbara Benedek a Lawrence Kasda      | Velké rozčarování          |
| 1984 | Bill Forsyth                          | Klid a pohoda              |
| 1984 | Alan Bennett                          | Soukromá slavnost          |
| 1985 | Woody Allen                           | Purpurová růže z Káhiry    |
| 1985 | Robert Zemeckis a Bob Gale            | Návrat do budoucnosti      |
| 1985 | Hanif Kureishi                        | Moje krásná prádelnička    |
| 1985 | William Kelley a Earl W. Wallace      | Svědek                     |
| 1986 | Woody Allen                           | Hana a její sestry         |
| 1986 | Robert Bolt                           | Mise                       |
| 1986 | Neil Jordan a David Leland            | Mona Lisa                  |
| 1986 | John Cornell, Paul Hogan a Ken Shadie | Krokodýl Dundee            |
| 1987 | David Leland                          | Wish You Were Here         |
| 1987 | David Leland                          | Personal Services          |
| 1987 | Woody Allen                           | Zlaté časy rádia           |
| 1987 | John Boorman                          | Naděje a sláva             |
| 1988 | Shawn Slovo                           | Rozdělený svět             |
| 1988 | Louis Malle                           | Na shledanou, chlapci      |
| 1988 | John Patrick Shanley                  | Pod vlivem úplňku          |
| 1988 | John Cleese                           | Ryba jménem Wanda          |
| 1989 | Nora Ephron                           | Když Harry potkal Sally    |
| 1989 | Ronald Bass a Barry Morrow            | Rain Man                   |
| 1989 | Steven Soderbergh                     | Sex, lži a video           |
| 1989 | Tom Schulman                          | Společnost mrtvých básníků |

### Devadesátá léta
| Rok  | Režisér                                | Za režii snímku                          |
| ---- | -------------------------------------- | ---------------------------------------- |
| 1990 | Giuseppe Tornatore                     | Bio Ráj                                  |
| 1990 | Woody Allen                            | Zločiny a poklesky                       |
| 1990 | Bruce Joel Rubin                       | Duch                                     |
| 1990 | J. F. Lawton                           | Pretty Woman                             |
| 1991 | Anthony Minghella                      | Opravdově, šíleně, hluboce               |
| 1991 | Richard LaGravenese                    | Král rybář                               |
| 1991 | Callie Khouri                          | Thelma a Louise                          |
| 1991 | Peter Weir                             | Zelená karta                             |
| 1992 | Woody Allen                            | Manželé a manželky                       |
| 1992 | David Webb Peoples                     | Nesmiřitelní                             |
| 1992 | Peter Chelsom a Adrian Dunbar          | Poslouchej mou píseň                     |
| 1992 | Neil Jordan                            | Hra na pláč                              |
| 1993 | Harold Ramis a Danny Rubin             | Na Hromnice o den více                   |
| 1993 | Jeff Maguire                           | S nasazením života                       |
| 1993 | Jane Campion                           | Piano                                    |
| 1993 | Jeff Arch, Nora Ephron a David S. Ward | Samotář v Seattlu                        |
| 1994 | Quentin Tarantino a Roger Avary        | Pulp Fiction: Historky z podsvětí        |
| 1994 | Richard Curtis                         | Čtyři svatby a jeden pohřeb              |
| 1994 | Stephan Elliott                        | Dobrodružství Priscilly, královny pouště |
| 1994 | Ron Nyswaner                           | Philadelphia                             |
| 1995 | Christopher McQuarrie                  | Obvyklí podezřelí                        |
| 1995 | Woody Allen a Douglas McGrath          | Výstřely na Broadwayi                    |
| 1995 | P. J. Hogan                            | Muriel se vdává                          |
| 1995 | Andrew Kevin Walker                    | Sedm                                     |
| 1996 | Mike Leigh                             | Tajnosti a lži                           |
| 1996 | Joel Coen a Ethan Coen                 | Fargo                                    |
| 1996 | Mark Herman                            | Odpískáno                                |
| 1996 | Jan Sardi                              | Záře                                     |
| 1996 | John Sayles                            | Osamělá hvězda                           |
| 1997 | Gary Oldman                            | Pouze vnitrožilně                        |
| 1997 | Paul Thomas Anderson                   | Hříšné noci                              |
| 1997 | Simon Beaufoy                          | Do naha!                                 |
| 1997 | Jeremy Brock                           | Paní Brownová                            |
| 1998 | Andrew Niccol                          | Truman Show                              |
| 1998 | Michael Hirst                          | Královna Alžběta                         |
| 1998 | Marc Norman a Tom Stoppard             | Zamilovaný Shakespeare                   |
| 1998 | Roberto Benigni a Vincenzo Cerami      | Život je krásný                          |
| 1999 | Charlie Kaufman                        | V kůži Johna Malkoviche                  |
| 1999 | Alan Ball                              | Americká krása                           |
| 1999 | Mike Leigh                             | Páté přes deváté                         |
| 1999 | Pedro Almodóvar                        | Vše o mé matce                           |
| 1999 | M. Night Shyamalan                     | Šestý smysl                              |

### První desetiletí 21. století
| Rok  | Režisér                                        | Za režii snímku               |
| ---- | ---------------------------------------------- | ----------------------------- |
| 2000 | Cameron Crowe                                  | Na pokraji slávy              |
| 2000 | Joel Coen a Ethan Coen                         | Bratříčku, kde jsi?           |
| 2000 | Susannah Grant                                 | Erin Brockovich               |
| 2000 | Lee Hall                                       | Billy Elliot                  |
| 2000 | David Franzoni, John Logan a William Nicholson | Gladiátor                     |
| 2001 | Jean-Pierre Jeunet a Guillaume Laurant         | Amélie z Montamartu           |
| 2001 | Julian Fellowes                                | Gosford Park                  |
| 2001 | Wes Anderson a Owen Wilson                     | Taková zvláštní rodinka       |
| 2001 | Alejandro Amenábar                             | Ti druzí                      |
| 2001 | Baz Luhrmann a Craig Pearce                    | Moulin Rouge!                 |
| 2002 | Pedro Almodóvar                                | Mluv s ní                     |
| 2002 | Alfonso Cuarón a Carlos Cuarón                 | Mexická jízda                 |
| 2002 | Steven Knight                                  | Špína Londýna                 |
| 2002 | Peter Mullan                                   | Padlé ženy                    |
| 2002 | Jay Cocks, Steven Zaillian a Kenneth Lonergan  | Gangy New Yorku               |
| 2003 | Tom McCarthy                                   | Přednosta                     |
| 2003 | Guillermo Arriaga                              | 21 gramů                      |
| 2003 | Denys Arcand                                   | Invaze barbarů                |
| 2003 | Sofia Coppola                                  | Ztraceno v překladu           |
| 2003 | Bob Peterson, David Reynolds a Andrew Stanton  | Hledá se Nemo                 |
| 2004 | Charlie Kaufman                                | Věčný svit neposkvrněné mysli |
| 2004 | Mike Leigh                                     | Vera Drake – Žena dvou tváří  |
| 2004 | James L. White                                 | Ray                           |
| 2004 | Stuart Beattie                                 | Collateral                    |
| 2004 | John Logan                                     | Letec                         |
| 2005 | Paul Haggis a Bobby Moresco                    | Crash                         |
| 2005 | George Clooney a Grant Heslov                  | Dobrou noc a hodně štěstí     |
| 2005 | Akiva Goldsman a Cliff Hollingsworth           | Těžká váha                    |
| 2005 | Terry George a Keir Pearson                    | Hotel Rwanda                  |
| 2005 | Martin Sherman                                 | Show začíná                   |
| 2006 | Michael Arndt                                  | Malá Miss Sunshine            |
| 2006 | Guillermo del Toro                             | Faunův labyrint               |
| 2006 | Paul Greengrass                                | Let číslo 93                  |
| 2006 | Guillermo Arriaga                              | Babel                         |
| 2006 | Peter Morgan                                   | Královna                      |
| 2007 | Diablo Cody                                    | Juno                          |
| 2007 | Steven Zaillian                                | Americký gangster             |
| 2007 | Tony Gilroy                                    | Michael Clayton               |
| 2007 | Shane Meadows                                  | Taková je Anglie              |
| 2007 | Florian Henckel von Donnersmarck               | Životy těch druhých           |
| 2008 | Martin McDonagh                                | V Bruggách                    |
| 2008 | Joel Coen a Ethan Coen                         | Po přečtení spalte            |
| 2008 | J. Michael Straczynski                         | Výměna                        |
| 2008 | Philippe Claudel                               | Tak dlouho tě miluji          |
| 2008 | Dustin Lance Black                             | Milk                          |
| 2009 | Mark Boal                                      | Smrt čeká všude               |
| 2009 | Jon Lucas a Scott Moore                        | Pařba ve Vegas                |
| 2009 | Joel Coen a Ethan Coen                         | Seriózní muž                  |
| 2009 | Quentin Tarantino                              | Hanebný pancharti             |
| 2009 | Pete Docter a Bob Peterson                     | Vzhůru do oblak               |

### Druhé desetiletí 21. století
| Rok  | Režisér                                                                        | Za režii snímku                   |
| ---- | ------------------------------------------------------------------------------ | --------------------------------- |
| 2010 | David Seidler                                                                  | Králova řeč                       |
| 2010 | Scott Silver, Paul Tamasy a Eric Johnson                                       | Fighter                           |
| 2010 | Mark Heyman, Andres Heinz a John McLaughlin                                    | Černá labuť                       |
| 2010 | Christopher Nolan                                                              | Počátek                           |
| 2010 | Lisa Cholodenko a Stuart Blumberg                                              | Děcka jsou v pohodě               |
| 2011 | Michel Hazanavicius                                                            | Umělec                            |
| 2011 | Kristen Wiigová a Annie Mumolo                                                 | Ženy sobě                         |
| 2011 | John Michael McDonagh                                                          | Pomáhat a chránit                 |
| 2011 | Woody Allen                                                                    | Půlnoc v Paříži                   |
| 2011 | Abi Morgan                                                                     | Železná lady                      |
| 2012 | Quentin Tarantino                                                              | Nespoutaný Django                 |
| 2012 | Mark Boal                                                                      | 30 minut po půlnoci               |
| 2012 | Paul Thomas Anderson                                                           | Mistr                             |
| 2012 | Michael Haneke                                                                 | Láska                             |
| 2012 | Wes Anderson a Roman Coppola                                                   | Až vyjde měsíc                    |
| 2013 | Eric Warren Singer a David O. Russell                                          | Špinavý trik                      |
| 2013 | Alfonso Cuarón a Jonás Cuarón                                                  | Gravitace                         |
| 2013 | Woody Allen                                                                    | Jasmíniny slzy                    |
| 2013 | Joel Coen a Ethan Coen                                                         | V nitru Llewyna Davise            |
| 2013 | Bob Nelson                                                                     | Nebraska                          |
| 2014 | Wes Anderson a Hugo Guinness                                                   | Grandhotel Budapešť               |
| 2014 | Dan Gilroy                                                                     | Slídil                            |
| 2014 | Damien Chazelle                                                                | Whiplash                          |
| 2014 | Richard Linklater                                                              | Chlapectví                        |
| 2014 | Alejandro G. Iñárritu, Nicolás Giacobone, Alexander Dinelaris Jr. a Armando Bo | Birdman                           |
| 2015 | Tom McCarthy a Josh Singer                                                     | Spotlight                         |
| 2015 | Alex Garland                                                                   | Ex Machina                        |
| 2015 | Quentin Tarantino                                                              | Osm hrozných                      |
| 2015 | Pete Docter, Josh Cooley a Meg LeFauve                                         | V hlavě                           |
| 2015 | Matt Charman, Joel Coen, a Ethan Coen                                          | Most špionů                       |
| 2016 | Kenneth Lonergan                                                               | Místo u moře                      |
| 2016 | Barry Jenkins                                                                  | Moonlight                         |
| 2016 | Paul Laverty                                                                   | Já, Daniel Blake                  |
| 2016 | Taylor Sheridan                                                                | Za každou cenu                    |
| 2016 | Damien Chazelle                                                                | La La Land                        |
| 2017 | Martin McDonagh                                                                | Tři billboardy kousek za Ebbingem |
| 2017 | Jordan Peele                                                                   | Uteč                              |
| 2017 | Steven Rogers                                                                  | Já, Tonya                         |
| 2017 | Greta Gerwig                                                                   | Lady Bird                         |
| 2017 | Guillermo del Toro a Vanessa Taylor                                            | Tvář vody                         |
| 2018 | Deborah Davis a Tony McNamara                                                  | Favoritka                         |
| 2018 | Paweł Pawlikowski a Janusz Głowacki                                            | Studená válka                     |
| 2018 | Nick Vallelonga, Brian Hayes Currie a Peter Farrelly                           | Zelená kniha                      |
| 2018 | Alfonso Cuarón                                                                 | Roma                              |
| 2018 | Adam McKay                                                                     | Vice                              |
| 2019 | Pon Džun-ho a Han Jin Won                                                      | Parazit                           |
| 2019 | Susanna Fogel, Emily Halpern, Sarah Haskins a Kaite Silberman                  | Šprtky to chtěj taky              |
| 2019 | Noah Baumbach                                                                  | Manželská historie                |
| 2019 | Rian Johsnon                                                                   | Na nože                           |
| 2019 | Quentin Tarantino                                                              | Tenkrát v Hollywoodu              |

### Třetí desetiletí 21. století
| Rok  | Režisér                             | Za režii snímku                 |
| ---- | ----------------------------------- | ------------------------------- |
| 2020 | Emerald Fennell                     | Nadějná mladá žena              |
| 2020 | Tobias Lindholm a Thomas Vinterberg | Chlast                          |
| 2020 | Jack Fincher                        | Mank                            |
| 2020 | Theresa Ikoko a Claire Wilson       | Rocks                           |
| 2020 | Aaron Sorkin                        | Chicagský tribunál              |
| 2021 | Paul Thomas Anderson                | Lékořicová Pizza                |
| 2021 | Aaron Sorkin                        | Ricardovi                       |
| 2021 | Kenneth Branagh                     | Belfast                         |
| 2021 | Adam McKay                          | K zemi hleď!                    |
| 2021 | Zach Baylin                         | Král Richard: Zrození šampiónek |
| 2022 | Martin McDonagh                     | Víly z Inisherinu               |
| 2022 | Daniel Kwan a Daniel Scheinert      | Všechno, všude, najednou        |
| 2022 | Tony Kushner a Steven Spielberg     | Fabelmanovi                     |
| 2022 | Todd Field                          | Tár                             |
| 2022 | Ruben Östlund                       | Trojúhelník smutku              |
| 2023 | Justine Triet a Arthur Harari       | Anatomie pádu                   |
| 2023 | Greta Gerwig a Noah Baumbach        | Barbie                          |
| 2023 | David Hemingson                     | Zimní prázdniny                 |
| 2023 | Bradley Cooper a Josh Singer        | Maestro                         |
| 2023 | Celine Song                         | Minulé životy                   |